# Boja u kineskoj kulturi
Boja u kineskoj kulturi odnosi se na određene vrednosti koje kineska kultura pridaje bojama, poput boja koje se smatraju povoljnim (吉利) ili nepovoljnim (不利 (不利). Kineska reč za „boju“ je yánsè (顏色). U klasičnom kineskom, znak sè (色) tačnije znači „boja u licu“, ili „emocija“. Generalno se koristio sam i često je podrazumevao seksualnu želju ili poželjnost. Za vreme dinastije Tang reč yánsè je označavala sve boje. Kineski idiom koji se koristi za opisivanje više boja, Wǔyánliùsè (五颜六色), takođe može značiti boje uopšte.

## Teorija pet elemenata
U tradicionalnoj kineskoj umetnosti i kulturi crna, crvena, ćing (青) (spoj ideje o zelenoj i plavoj), bela i žuta se posmatraju kao standardne boje. Ove boje su odgovarajuće za pet elemenata: voda, vatra, drvo, metal i zemlja, o kojima se učilo u tradicionalnoj kineskoj fizici. Kroz dinastije Šang, Tang, Čou i Ćin, kineski carevi su koristili Teoriju pet elemenata za odabir boja.
| Element           | Drvo             | Vatra                   | Zemlja                                        | Metal           | Voda               |
| ----------------- | ---------------- | ----------------------- | --------------------------------------------- | --------------- | ------------------ |
| Boja              | zelena/plava     | crvena                  | žuta                                          | bela            | crna               |
| Pravac            | istok            | jug                     | centar                                        | zapad           | sever              |
| Planeta           | Jupiter          | Mars                    | Saturn                                        | Venera          | Merkur             |
| Nebesko stvorenje | azurni zmaj 青龍 | vermilionska ptica 朱雀 | žuti zmaj 黃龍                                | beli tigar 白虎 | crna kornjača 玄武 |
| Nebeske stabljike | 甲,乙            | 丙,丁                   | 戊,己                                         | 庚,辛           | 壬,癸              |
| Faza              | novi Jang        | pun Jang                | ravnoteža Jin/Jang                            | novi Jin        | pun Jin            |
| Energija          | generativna      | proširena               | stabilizacija                                 | ugovaranje      | očuvanje           |
| Sezona            | proleće          | leto                    | promena godišnjih doba (svakog trećeg meseca) | jesen           | zima               |
| Klima             | vetrovito        | vruće                   | vlažno                                        | suvo            | hladno             |
| Razvoj            | klijanje         | cvetanje                | sazrevanje                                    | uvenuće         | mirovanje          |
| Stočarstvo        | pas              | ovca/koza               | govedo                                        | kokoška         | svinja             |
| Voće              | kineska šljiva   | kajsija                 | jujuba                                        | breskva         | kineski kesten     |
| Zrno              | pšenica          | mahunarke               | pirinač                                       | konoplja        | biserni proso      |

## Žuta boja
Žuta zlatne nijanse, koja odgovara zemlji, smatra se najlepšom i najprestižnijom bojom. Kineska izreka koja kaže da žuta generiše Jin i Jang implicira da je žuta sredina svega. Povezana sa, ali rangirana iznad smeđe, označava neutralnost i sreću. Žuta je umesto zlatne ponekad uparena sa crvenom.
Žuta reka je kolevka kineske civilizacije. Žuta je bila carska boja u carskoj Kini i smatra se simboličnom bojom pet legendarnih careva drevne Kine, poput Žutog cara. Žuti zmaj je zoomorfna inkarnacija Žutog cara centra univerzuma u kineskoj religiji i mitologiji. Zastava dinastije Ćing predstavljala je zlatno žutu boju kao pozadinu. Obična žuta zastava i obrubljena žuta zastava bile su dva od gornja tri barjaka kasnije dinastije Đin i Ćing.
Žuta često ukrašava kraljevske palate, oltare i hramove, a boja je korišćena i u svakodnevnoj odeći careva. Bila je retka čast primiti carsku žutu jaknu.
Žuta takođe predstavlja oslobađanje od svetovnih briga i zbog toga je cenjena u budizmu. Monaška odeća je žuta, kao i elementi budističkih hramova. Žuta se koristi i kao boja žalosti za kineske budiste.

Žuta je takođe simbol junaštva, za razliku od zapadne asocijacije boje sa kukavičlukom.
- Žuta reka krši svoj tok, Ma Juan (1160–1225), dinastija Sung
- Zastava Kine (1889–1912) žute boje
- Žute pločice i figure na krovu Dvorane vrhovne harmonije u Zabranjenom gradu
- Pekinška staklena vaza u imperijalno žutoj, nijansi žute boje koja je tako nazvana po zastavi dinastije Ćing

## Crna boja
Crna, koja odgovara vodi, je neutralna boja. Ji đing, ili Knjiga promena, crnu smatra nebeskom bojom. Izreka „nebo i zemlja crna“ ukorenjena je u zapažanju da je severno nebo dugo bilo crno. Oni su verovali da Tian Di, ili Nebeski car, boravi u Zvezdi severnjači. U astrologiji je predstavljena crnom kornjačom.
Simbol Taijitu koristi crno-belo za predstavljanje jedinstva jina i janga. Drevni Kinezi su crnu smatrali kraljem boja i crnu poštuju doslednije od bilo koje druge boje. Lao Zi je rekao da poznaješ belo, čuvaš crno, a škola Tao veruje da je crna boja Taoa.
U modernoj Kini crna se koristi u svakodnevnoj odeći. Crna, zajedno sa belom, povezana je sa smrću i žalošću i ranije se nosila na sahranama.

## Bela boja
Bela boja, koja odgovara metalu, predstavlja zlato i simbolizuje osvetljenost, čistoću i ispunjenje. U astrologiji je predstavlja Beli Tigar.
Bela je takođe boja žalosti. Povezana je sa smrću i koristi se pretežno na sahranama u kineskoj kulturi. Drevni Kinezi nosili su belu odeću i šešire samo kada su tugovali za mrtvima.

## Crvena/Vermilion boja
Crvena boja ili vermilion, koja odgovara vatri, simbolizuje sreću i radost. U astrologiji je predstavlja Vermilionska ptica.
Crvene boje ima svuda tokom kineske Nove godine i drugih prazničnih proslava i porodičnih okupljanja. Crvena koverta je novčani poklon koji se daje u kineskom društvu tokom praznika ili u posebnim prilikama. Crvena boja paketa simbolizuje sreću. Crvena je strogo zabranjena na sahranama, jer je tradicionalno simbolična boja sreće; međutim, s obzirom da su imena umrlih ranije bila pisana crvenom bojom, može se smatrati uvredljivim korišćenje crvenog mastila za kineska imena u kontekstima osim zvaničnih pečata.

U modernoj Kini crvena je i dalje veoma popularna boja i povezana je sa vladom koja je i koristi.
- Savremene crvene koverte
- Lampioni od crvenog papira na prodaji u Šangaju. Crvena boja simbolizuje sreću i veruje se da štiti od zla.
- Kineski pečat i pasta od crvenog pečata
- Jedna od crvenih kapija zabranjenog grada

## Plava/Azurna/Zelena boja
Generalno plava ili azurna i zelena boja je povezana sa zdravljem, prosperitetom i harmonijom. U astrologiji je predstavlja Azurni zmaj, koji je u prošlosti takođe bio nacionalni simbol. Stari termin je qing. Azurna je korišćena za crepove Nebeskog hrama, kao i za njegovu bogatu unutrašnjost i brojne druge strukture koje su predstavljale nebo. Takođe je boja žada, kao i celadona, glaziranog porcelana razvijenog da bi ga imitirala.

Zeleni šeširi su povezani sa neverstvom i koriste se kao idiom za rogonju. To je izazivalo nelagodu kod kineskih katoličkih biskupa, koji su u crkvenoj heraldici obično imali zeleni šešir. Kineski biskupi su napravili kompromis koristeći ljubičastu kapu za svoj grb. Ponekad će ovaj šešir imati indigo pero kako bi dodatno pokazao prezir prema zelenoj boji.
- Azurna krovna konstrukcija i pločica sa imenom Hrama neba
- Ornament od žada, Zapadna dinastija Han
- Zeleni celadon porcelan iz Džeđanga, dinastija Sung, 13. vek

## Posredne boje
Pet posrednih boja (五間色wǔjiànsè) nastaju kao kombinacije pet elementarnih boja. To su: 
- 绿 lǜ "zelena": Posredna boja istoka, kombinacija centralne žute i istočne plave boje
- 碧 bì "smaragdno plava": Posredna boja zapada, kombinacija istočno plave i zapadne bele
- 红 hóng "vermilion crvena": Posredna boja juga, kombinacija zapadne bele i južne crvene boje
- 紫 zǐ "ljubičasta": Posredna boja severa, kombinacija južne crvene i severne crne
- 硫 liú "braon": Posredna boja centra, kombinacija severne crne i centralne žute boje